# High School Musical 3: Lễ tốt nghiệp
High School Musical 3: Senior Year là phần thứ ba của sê-ri phim High School Musical và tên chính thức tại Việt Nam là High School Musical 3: Lễ tốt nghiệp. Phim bắt đầu công chiếu từ ngày 24 tháng 10 năm 2008 tại Hoa Kỳ và công chiếu tại Việt Nam ngày 20 tháng 11 năm 2008.
Phiên bản High School Musical 3: Senior Year Sing Along với lời bài hát xuất hiện trên màn hình ra mắt vào ngày 7 tháng 11 năm 2008 tại 125 rạp chiếu phim ở Hoa Kỳ.
Ngày 5 tháng 2 năm 2009, phim chính thức ngừng chiếu tại tất cả các rạp tại Mỹ.
Ngày 5 tháng 12 năm 2009, phim chính thức chiếu trên kênh Disney châu Á vào 6.30 chiều.(giờ Việt Nam)

## Kịch bản
Bộ phim bắt đầu với cảnh trận đấu bóng rổ. Lúc này, đội West High Knights đang dẫn trước East High Wildcat và đội trưởng Troy Bolton (Zac Efron) phải làm tăng thêm tinh thần cho toàn đội ("Now or Never"). Với một tinh thần hưng phấn, đội Wildcat đã chiến thắng trận đấu nhờ cú ném ở giây cuối cùng của thành viên mới, Jimmie "The Rocket" Zara. Sau đó, tại buổi tiệc mừng chiến thắng tại nhà Troy. Troy và Gabriella (Vanessa Hudgens) đang nghĩ về tương lai của và ước cho những giây phút cuối cùng tại trường trung học East High không bao giờ kết thúc ("Right Here, Right Now").
Sharpay (Ashley Tisdale) gặp Tiara Gold (Jemma McKenzie-Brown), một học sinh trao đổi đến từ Anh và được Sharpay thuê làm phụ tá riêng. Khi giáo viên kịch, cô Darbus (Alyson Reed) thông báo là có quá ít đơn đăng ký cho buổi nhạc kịch mùa xuân, Sharpay quyết định làm một show độc diễn chỉ mình cô. Việc này cảnh báo Kelsi (Olesya Rulin), người đang viết kịch bản cho buổi nhạc kịch, và Kelsi đã ngay lập tức đăng ký cho tất cả các học sinh cùng lớp với cô. Kết quả là cô Darbus tuyên bố sẽ tổ chức một buổi nhạc hội với chủ đề là những ngày cuối cùng tại East High, tên là "Senior Year" (Năm cuối cấp). Thêm vào đó, cô Darbus tiết lộ rằng Sharpay, Ryan (Lucas Grabeel), Kelsi và Troy đang được xem xét để có học bổng từ trường Đại học Julliard; và chỉ một trong số họ sẽ được chọn sau khi đại diện của Julliard xem xét sự thể hiện của họ trong đêm nhạc hội. Troy rất ngạc nhiên vì mình không hề đăng ký xin học bổng; còn Sharpay thì làm mọi thứ để có được học bổng, nhưng cô biết Kelsi sẽ luôn viết những bài hát hay nhất cho Troy và Gabriella biểu diễn, nên cô đã bảo Ryan lấy bài hát đó từ Kelsi bằng cách tưởng tượng tương ra lai của họ sau này ("I Want It All").
Ngày hôm sau, Gabriella và Troy gặp nhau trên sân thượng của trường và Gabriella hướng dẫn Troy nhảy điệu waltz ("Can I Have This Dance?"). Chad sau đó mời Taylor (Monique Coleman) đi đến buổi vũ hội. Taylor ban đầu không chấp nhận, nhưng sau đó thì đồng ý. Sau đó cả nhóm tập dượt cho buổi vũ hội ("A Night to Remember"). Cùng lúc đó, Ryan hướng dẫn Kelsi viết bài hát "Just Wanna Be with You" trong phòng nhạc và biểu diễn bài hát với Kelsi; sau đó Ryan mời Kelsi đi đến vũ hội.
Trong khi Troy và Chad hồi tưởng về quá khứ của họ ("The Boys Are Back"), Sharpay và Tiara phát hiện ra rằng Gabriella có cơ hội đi đến trường đại học sớm hơn. Sharpay sau đó cố thuyết phục Troy rằng anh là thứ duy nhất kìm hãm Gabriella thực hiện ước mơ của cô, ("Right Here, Right Now" (hát lại)). Troy nói chuyện với Gabriella về chuyện này, và sau khi chúc nhau ngủ ngon một cách khó khăn, Gabriella đã rời Albuquerque đi đến trường đại học vào ngày hôm sau ("Walk Away").
Cha của Troy, (Bart Johnson) nói với Troy về tương lai thể thao đầy hứa hẹn của anh và thuyết phục anh vào trường Đại học Albuquerque. Điều đó làm Troy trở nên giận dữ, bối rối và chạy khắp trường East High ("Scream") đến khi thật sự hét lên trên sân khấu. Cô Darbus lúc đó đang ở trong khán phòng và đã nhìn thấy tất cả, cô tiết lộ chính cô đã gửi đơn xin cho Troy đến trường Julliard vì cô Darbus biết rằng Troy thoải mái khi ở trên sân khấu như thế nào và anh ấy thích sân khấu như thế nào. Troy nói không, vì nghĩ tới những gì cha cậu sẽ nghĩ tới. Troy rất bối rối, khi cậu nhận được một cuộc gọi từ Gabriella, cô nói mặc dù yêu anh nhưng cô sẽ không quay lại. Tuy nhiên trong ngày diễn ra vũ hội, Troy đã ghé thăm Gabriella tại trường đại học Stanford và thuyết phục cô quay về, hai người nhảy điệu waltz một lần nữa ("Can I Have This Dance" (hát lại)).
Trở lại trường East High, Jimmie (Matt Prokop) đã nhận được tin nhắn từ Troy, bảo cậu ta hãy đóng thay vai của mình và hãy giấu mọi người vì anh sẽ đến trễ. Đại diện của trường Julliard đang ở đấy và xem buổi nhạc kịch đang diễn ra suôn sẻ (Senior Year Spring Musical).
Jimmie đã thay Troy biểu diễn với Sharpay và nhận được sự cổ vũ nhiệt liệt, làm Sharpay rất tức tối. Troy và Gabriella đã chạy đến trong nửa sau của buổi biểu diễn và sau đó đã biểu diễn ("Just Wanna Be With You"). Tiara sau đó phản bội Sharpay và nói rằng cô ấy sẽ thay vị trí chủ tịch câu lạc bộ kịch trong năm tiếp theo. Sharpay cuối cùng cũng học được việc bị người khác làm bẽ mặt, nhưng cô không muốn bị thất bại. Trong khi Tiara đang biểu diễn, Sharpay đột ngột được kéo xuống sân khấu và hai người chen nhau biểu diễn, gây những tràng cười cho khán giả.
Trong màn cuối, ("We're All in This Together [Phiên bản Tốt nghiệp]"), cô Darbus cho biết cả Ryan và Kelsi đều nhận được học bổng của Julliard. Taylor sẽ đến trường Đại học Yale. Sharpay sẽ theo học tại trường Đại học ở Albuquerque, đồng thời sẽ tiếp tục quay trở về trường vào mùa thu năm sau để làm nhiệm vụ chủ tịch câu lạc bộ kịch. Troy quyết định đến trường Đại học California tại Berkeley, nơi anh có thể vừa chơi bóng rổ, vừa tham gia văn nghệ và chỉ cách trường của Gabriella 32,7 dặm. Sau khi biết được quyết định của Troy, Chad chạy ra khỏi sân khấu và đến phòng tập. Tại đó, Chad và Troy giải quyết mọi việc và biết được rằng hai đội bóng rổ của trường đại học hai người sẽ gặp nhau vào mùa thu năm sau. Chad quyết định sẽ theo học tại trường Đại học Albuquerque
Cảnh cuối cùng của bộ phim là buổi trao bằng tốt nghiệp. Troy đang phát biểu bài diễn văn. Sau đó, tất cả các học sinh tung mũ tốt nghiệp lên trời, và xếp thành hình con mèo hoang trước khi tách ra và biểu diễn bài hát cuối cùng của phim ("High School Musical"). Một đoạn kết thúc tưởng tượng khi mà 6 diễn viên chính của High School Musical xuất hiện trên sân khấu. Logo của phần đầu của series phim được kéo xuống. 6 diễn viên chính nhảy lên và chạm đất trở lai. Máy quay phim quay đến những gương mặt của các diễn viên đang rất xúc động và sau đó, họ cúi chào và bộ phim kết thúc. Phần credits bắt đầu với hình sổ lưu bút của trường East High và bài hát "Just Getting Started" và "The Boys are Back" sau đó.

## Diễn viên
- Zac Efron - Troy
- Vanessa Anne Hudgens - Gabriella
- Ashley Tisdale - Sharpay
- Lucas Grabeel - Ryan
- Corbin Bleu - Chad
- Monique Coleman - Taylor
- Olesya Rulin - Kelsi
- Ryne Sanborn - Jason
- Chris Warren Jr. - Zeke
- Kaycee Stroh - Martha
- Alyson Reed - Ms.
- Bart Johnson - Jack
- Leslie Wing Pomeroy - Lucille
- David Reivers - Ông
- Matt Prokop - Jimmie "The Rocket/" Zara
- Justin Martin - Donny Dion
- Jemma McKenzie-Brown - Tiara Gold

## Sản xuất
Theo thông tin từ văn phòng thống đốc bang Utah thì Utah sẽ lại một lần nữa trở thành phim trường của High School Musical 3. Việc quay phim được lên kế hoạch bắt đầu từ ngày 21 tháng 4 năm 2008 và được chờ đợi kết thúc vào ngày 13 tháng 6 năm 2008. Đại diện thống đốc bang Lisa Roskelly nói: "Utah sẽ là nơi quay phim chính thức cho High School Musical 3". Theo Salt Lake City Tribune: "...để giúp phim trở về nơi bắt đầu là trường trung học East High Thành phố Salt Lake, văn phòng thống đốc bang Utah đã khuyến khích tặng cho 2 triệu USD cho việc sản xuất phim, số tiền lớn nhất từng cho một đoàn làm phim"
. Phần 3 này sẽ được quay trong vòng 41 ngày, dài hơn thời gian quay phim của hai phần trước. Disney đã từ chối bình luận về việc liệu trường trung học East High có được làm nơi quay phim nữa không, nhưng bảng thông báo của trường này đã viết rằng họ đã nói chuyện với Disney.
Ngày 2 tháng 5 năm 2008, đoàn làm phim và dàn diễn viên trong High School Musical 3 đã tổ chức một buổi họp báo ở thành phố Salt Lake về việc phim chuẩn bị quay.
Ngày bắt đầu bấm máy quay là ngày 3 tháng 5 năm 2008, ngày dự kiến quay xong là ngày 12 tháng 6 năm 2008, sớm hơn mong đợi một ngày. Tuy nhiên, ngày chính thức đóng máy là ngày thứ bảy, 28 tháng 6 năm 2008.

### Phát triển
Dù kịch bản của High School Musical 3 đã có và được Zac Efron xác nhận đã nói trên tạp chí "People" (tạm dịch): "Tôi có thể nói cho mọi người rằng nếu nó có kịch bản tốt và tất cả chúng tôi đồng ý với kịch bản đó, không gì có thể cản chúng tôi sau đó. Chúng tôi cho phép sự vui đùa làm phim này và nó thì rất hiếm có trong công việc này".
Có nhiều tin đồn về những vụ bàn cãi lương giữa Disney và các diễn viên chính. Theo Rachel Abramowitz, như thông báo trực tuyến trên Diễn đàn Chicago, Zac Efron muốn nhận lương là 5 triệu USD để đóng High School Musical 3. Nhưng thật ra, Zac chỉ muốn nhận 3 triệu USD mà thôi.
Một trở ngại của phần 3 này là scandal của Vanessa Hudgens đã khiến cô có thể mất vai diễn "Gabriella Montez" vào tay Adrienne Bailon. Disney đã từ chối trả lời báo chí, tuy nhiên họ đã nói (tạm dịch): "Vanessa đã xin lỗi về lỗi lầm của mình. Chúng tôi hy vọng cố ấy đã học được một bài học lớn."
Tuy nhiên, cuối cùng thì Vanessa không bị loại khỏi High School Musical 3 và không bị thay thế bởi Adrienne Bailon hay Sabrina Bryan và Disney cũng đã xác nhận điều đó bằng cách ký hợp đồng với cô.

## Đánh giá
| Quốc gia       | Đánh giá |
| -------------- | -------- |
| Canada         | G        |
| Hoa Kỳ         | G        |
| Ireland        | G        |
| Úc             | G        |
| Singapore      | PG       |
| Vương quốc Anh | U        |
| Thụy Sĩ        | 7        |

## Doanh thu

### Quốc tế
Trong ngày công chiếu đầu tiên của High School Musical 3: Senior Year là 16.5 triệu USD tại nước Mỹ. Mang về tổng cộng doanh thu cuối tuần chỉ riêng tại Mỹ là 42 triệu USD, xếp thứ nhất trong các phim có doanh số cao nhất trong tuần và trở thành bộ phim nhạc kịch có doanh thu ngày mở đầu lớn nhất từ trước đến nay. Bộ phim đã thu được $90.559.416 tại Mỹ sau 105 ngày trình chiếu và $158.188.214 tính đến ngày 21 tháng 2 năm 2009 tại phần còn lại của thế giới. Bộ phim đứng nhất doanh thu phòng vé tại Bắc Mỹ trong 2 tuần liên tiếp và sau đó Madagascar: Escape 2 Africa vươn lên chiếm vị trí này của High School Musical 3.

### Việt Nam
Trước khi trình chiếu tại Việt Nam, bộ phim đã gây được sức hút lớn tới giới trẻ sau 2 phần đầu được phát sóng trên Disney Channel.
High School Musical 3: Lễ tốt nghiệp đã thu về 2,5 tỷ đồng (55 ngàn lượt người xem) chỉ trong 4 ngày đầu công chiếu tại Việt Nam (từ 20 tháng 11), bất ngờ trở thành phim ăn khách nhất trong bốn ngày đầu, so với tất cả các phim được Công ty MegaStar nhập về từ đầu năm tới nay, vượt qua những phim như Indiana Jones và Vương quốc sọ pha lê, Xích Bích, Kungfu Panda, Người khổng lồ xanh, Truy sát...

## Nhận định
Trang web phê bình phim điện ảnh Rotten Tomatoes đã đánh giá phim này với chỉ số 67% đồng thuận, trở thành phim có chỉ số đồng thuận cao nhất trong dòng phim Nhạc kịch năm 2008. Tờ Telegraph đánh giá cao những sự thay đổi về kinh phí cho phiên bản điện ảnh: "High School Musical 3 sử dụng mức kinh phí cao hơn hai phần trước để thêm vào màu sắc, mở rộng quy mô và chiều sâu thị giác. Chỉ riêng trận đấu bóng rổ mở đầu cho phim đã làm choáng váng mọi người khi camera quay cao và rộng, trước khi giây phút chiến thắng làm cho đám đông nổ tung".
Stephen Farber, làm việc cho Reuters Anh Quốc, cho rằng "bộ phim sẽ làm hài lòng người hâm mộ nhưng sẽ không chinh phục được giới chuyên môn", cốt truyện "không thực sự phát huy", và do đó "bộ phim nhanh chóng trở nên buồn tẻ".

## Soundtrack
Album nhạc phim của phim gồm 14 bài hát ra mắt tại Mỹ ngày 21 tháng 10 và đã bán được hơn 2 triệu bản tại thị trường quốc tế và 920 ngàn bản tại Mỹ.
| Tên bài                                     | Hát chính                                                                | Khác                                       | Cảnh                                                                       |
| ------------------------------------------- | ------------------------------------------------------------------------ | ------------------------------------------ | -------------------------------------------------------------------------- |
| Now or Never                                | Troy                                                                     | Gabriella, đội cổ vũ, Wildcat              | Nhà thi đấu trường East High                                               |
| Right Here, Right Now                       | Troy và Gabriella                                                        | Không có                                   | Nhà trên cây của Troy                                                      |
| I Want It All                               | Sharpay và Ryan                                                          | Wildcat                                    | Nhà ăn tự phục vụ                                                          |
| Can I Have This Dance                       | Troy và Gabriella                                                        | Không có                                   | Vườn sân thượng trường East High                                           |
| A Night to Remember                         | Troy, Gabriella, Sharpay, Ryan, Chad, Taylor, Kelsi, Zeke, Jason, Martha | Wildcat                                    | Phòng hoà nhạc                                                             |
| Just Wanna Be with You                      | Ryan, Kelsi, Troy, Gabriella                                             | Không có                                   | Phòng nhạc và phòng hoà nhạc                                               |
| The Boys Are Back                           | Troy và Chad                                                             | Không có                                   | Bãi xe hỏng của Riley                                                      |
| Walk Away                                   | Gabriella                                                                | Không có                                   | Nhà Gabriella                                                              |
| Scream                                      | Troy                                                                     | Không có                                   | Nhà thi đấu trường East High, Hành lang, Nhà ăn tự phục vụ, Phòng hoà nhạc |
| Senior Year Spring Musical                  | Kelsi, Ryan, Sharpay, Jimmie, Troy, Gabriella, Tiara                     | Chad, Taylor, Zeke, Jason, Martha, Wildcat | Phòng hoà nhạc trường East High                                            |
| We're All in This Together (Bản Tốt nghiệp) | Wildcats Choir                                                           | Không có                                   | Phòng hoà nhạc trường East High và sân bóng đá                             |
| High School Musical                         | Troy, Gabriella, Sharpay, Ryan, Chad, Taylor                             | Kelsi, Zeke, Jason, Martha, Wildcats       | Sân bóng đá trường East High                                               |

## Phát hành DVD
High School Musical 3: Senior Year sẽ phát hành đĩa DVD và Bluray vào ngày 17 tháng 2 năm 2009 tại Mỹ và 16 tháng 2 năm 2009 tại Vương quốc Anh. Đĩa sẽ được phát hành dưới dạng một đĩa và hai đĩa.

#### Tính năng bản một đĩa
- Những cảnh bị cắt của phim
- Dàn diễn viên chào tạm biệt

#### Tính năng bản hai đĩa
- Phiên bản mở rộng của phim
- Hát theo
- Cảnh bị cắt
- Cảnh quay hỏng
- Tính năng
  - Dàn diễn viên chào tạm biệt
  - It's All In Dress
  - Night of Nights
- Một bản sao kĩ thuật số của DisneyFile

#### Bản Bluray
- Phiên bản mở rộng của phim
- Hát theo
- Cảnh bị cắt
- Cảnh quay hỏng
- Tính năng
  - Dàn diễn viên chào tạm biệt
  - It's All In Dress
  - Night of Nights
- Một bản sao kĩ thuật số của DisneyFile
- Bản sao DVD của phim (trong phiên bản Bluray độ phân giải cao - Bluray HD)

## Giải thưởng

### Giải Oscar lần thứ 81
Walt Disney Pictures đã chọn 11 bài hát của phim này cùng "I Thought I Lost You", "Barking at the Moon" trong Bolt, "Down to Earth" của WALL-E, "The Call" trong The Chronicles of Narnia: Prince Caspian tranh giải trong hạng mục Bài hát hay nhất. Các bài hát này là:
- Now or Never
- Right Here, Right Now
- I Want It All
- Can I Have This Dance
- A Night To Remember
- Just Wanna Be With You
- The Boys Are Back
- Walk Away
- Scream
- High School Musical
- Just Getting Started

Tuy nhiên, đáng tiếc cho High School Musical 3 là không có bài hát nào được đề cử chính thức tại giải Osciar. Chỉ có duy nhất một bài hát của Walt Disney Pictures đề cử là Down to Earth là được chính thức đề cử cho hạng mục Bài hát hay nhất. Một đều an ủi cho phim là một đoạn bài Last Chance (bản Ballad) trong Senior Year Spring Musical Medley đã được trình diễn bởi hai đại diện của phim là Zac Efron và Vanessa Hudgens trong một đoạn nhạc kịch mang tên The Musical Is Back cùng với Hugh Jackman, Beyoncé Knowles, Dominic Cooper và Amanda Seyfried tại lễ trao giải thưởng của Viện Hàn lâm Điện ảnh Mỹ lần thứ 81.

### Khác
| Giải thưởng                         | Hạng mục                                                                       | Kết quả          |
| ----------------------------------- | ------------------------------------------------------------------------------ | ---------------- |
| Phoenix Film Critics Society Awards | Phim người đóng dành cho gia đình hay nhất                                     | Đoạt giải        |
| Golden Reel Awards                  | Biên tập âm thanh hay nhất - Dành cho nhạc trong phim thể loại nhạc kịch       | Đề cử            |
| Kids' Choice Awards                 | Phim được yêu thích nhất                                                       | Đoạt giải        |
| Kids' Choice Awards                 | Nữ diễn viên được yêu thích nhất (Vanessa Hudgens)                             | Đoạt giải        |
| UK Kermode Award                    | Nữ diễn viên phụ xuất sắc nhất (Ashley Tisdale)                                | Đoạt giải        |
| MTV Movies Awards 2009              | Phim hay nhất                                                                  | Đề cử            |
| MTV Movies Awards 2009              | Nam diễn viên xuất sắc nhất (Zac Efron)                                        | Đoạt giải        |
| MTV Movies Awards 2009              | Nữ diễn viên đột phá (Ashley Tisdale, Vanessa Hudgens)                         | Ashley đoạt giải |
| MTV Movies Awards 2009              | Nụ hôn đẹp nhất (Zac Efron và Vanessa Hudgens)                                 | Đề cử            |
| Mediocre Media Magazine Awards      | Phim nhạc kịch hay nhất                                                        | Đoạt giải        |
| Mediocre Media Magazine Awards      | Nam diễn viên xuất sắc nhất (Zac Efron)                                        | Đoạt giải        |
| Mediocre Media Magazine Awards      | Nữ diễn viên xuất sắc nhất (Ashley Tisdale)                                    | Đoạt giải        |
| Mediocre Media Magazine Awards      | Nhạc phim hay nhất                                                             | Đoạt giải        |
| Mediocre Media Magazine Awards      | Vai phản diện xuất sắc nhất (Ashley Tisdale)                                   | Đề cử            |
| Teen Choice Awards 2009             | Nữ diễn viên yêu thích cho phim ca nhạc/nhảy (Ashley Tisdale, Vanessa Hudgens) | Đề cử            |
| Teen Choice Awards 2009             | Nam diễn viên yêu thích cho phim ca nhạc/nhảy (Zac Efron, Corbin Bleu)         | Zac đoạt giải    |
| Teen Choice Awards 2009             | Phim ca nhạc/nhảy được yêu thích nhất                                          | Đoạt giải        |
| Teen Choice Awards 2009             | Nhạc phim được yêu thích nhất                                                  | Đề cử            |
| Teen Choice Awards 2009             | Màn "khóa môi" được yêu thích nhất (Zac Efron và Vanessa Hudgens)              | Đề cử            |